# Maatschappij der Nederlandse Letterkunde

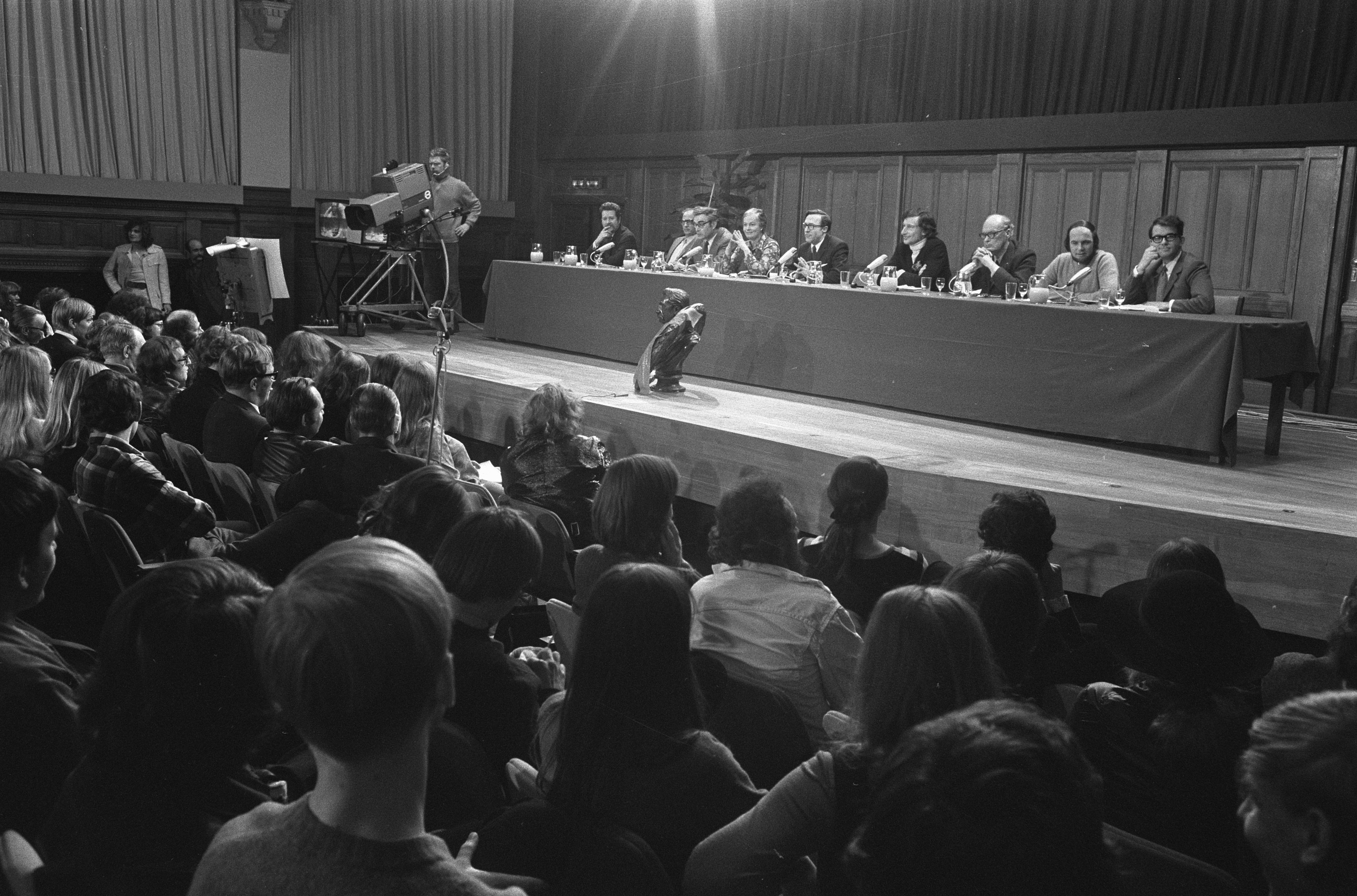
Bijeenkomst van de Maatschappij der Nederlandse Letterkunde in 1970. Achter de tafel v.l.n.r. Fernand Auwera, Karel van het Reve, Godfried Bomans, Hella Haasse, H.A. Gomperts, Harry Mulisch, Willem Brandt, Herman J. Claeys, Eugène van Itterbeek

De Maatschappij der Nederlandse Letterkunde (MNL) is een in 1766 opgericht letterkundig-historisch genootschap en is als zodanig een van de oudste verenigingen van Nederland. Zij werd gesticht in Leiden door Frans van Lelyveld en anderen en is daar nog steeds gevestigd. In 1918 werd Johanna W.A. Naber, hoewel ze geen academische graad bezat, als eerste vrouw lid van het dagelijks bestuur van de MNL.
Koning Willem Alexander is beschermheer van de maatschappij.
De MNL stelt zich statutair tot doel: de beoefening van de schone letteren en de studie van de Nederlandse taal- en letterkunde, geschied- en oudheidkunde in hun onderlinge samenhang te bevorderen. De activiteiten van de MNL zijn:
1. het organiseren van letterkundige en wetenschappelijke bijeenkomsten,
2. het uitgeven (of financieel ondersteunen hiervan) van boeken en tijdschriften (zoals sinds 1881 het Tijdschrift voor Nederlandse taal- en letterkunde en sinds 1983 het Nieuw letterkundig magazijn, in 2020 omgedoopt in Accolade,
3. het toekennen van prijzen, te weten de 
Prijs voor Meesterschap; 
Lucy B. en C.W. van der Hoogt-prijs (sinds 2022: Debutantenprijs van de Maatschappij der Nederlandse Letterkunde);
Dr. Wijnaendts Francken-prijs;
Henriette Roland Holst-prijs;
Henriëtte de Beaufort-prijs;
Kruyskamp-prijs;
Frans Kellendonk-prijs. 
Tussen 1960 en 1971 werd de Prijs voor de literaire kritiek zes keer toegekend; in 2002 werd de C. Louis Leipoldt-prijs (eenmalig, voor de bestudering van de Afrikaanse letterkunde) toegekend aan drie laureaten,
4. het in stand houden van haar bibliotheek. De MNL beschikt over een wetenschappelijke en algemene bibliotheek (met daarin enkele unieke deelcollecties) van meer dan 100.000 gedrukte werken die sinds 1876 in de vorm van een langdurige bruikleen als afzonderlijk en autonoom collectie-onderdeel is gehuisvest in de Leidse universiteitsbibliotheek.

Jaarlijks geeft de MNL een jaarboek uit, dat naast enige wetenschappelijke artikelen zijn belang mede ontleent aan de er in opgenomen 'Levensberichten' van afgestorven leden van de MNL.
Sinds 1972 organiseert de MNL, samen met de Faculteit der Geesteswetenschappen van de Universiteit Leiden en (sinds 2014) Elsevier Weekblad de jaarlijkse Huizingalezing in de Pieterskerk in Leiden. De lezing wordt gehouden ter nagedachtenis van de historicus en cultuurfilosoof Johan Huizinga (1872-1945).
De MNL stond in 1999 aan de basis van de Digitale Bibliotheek voor de Nederlandse Letteren (DBNL), een website over de Nederlandse taal en literatuur. De DBNL bevat literaire teksten, secundaire literatuur en aanvullende informatie als biografieën, portretten en hyperlinks.

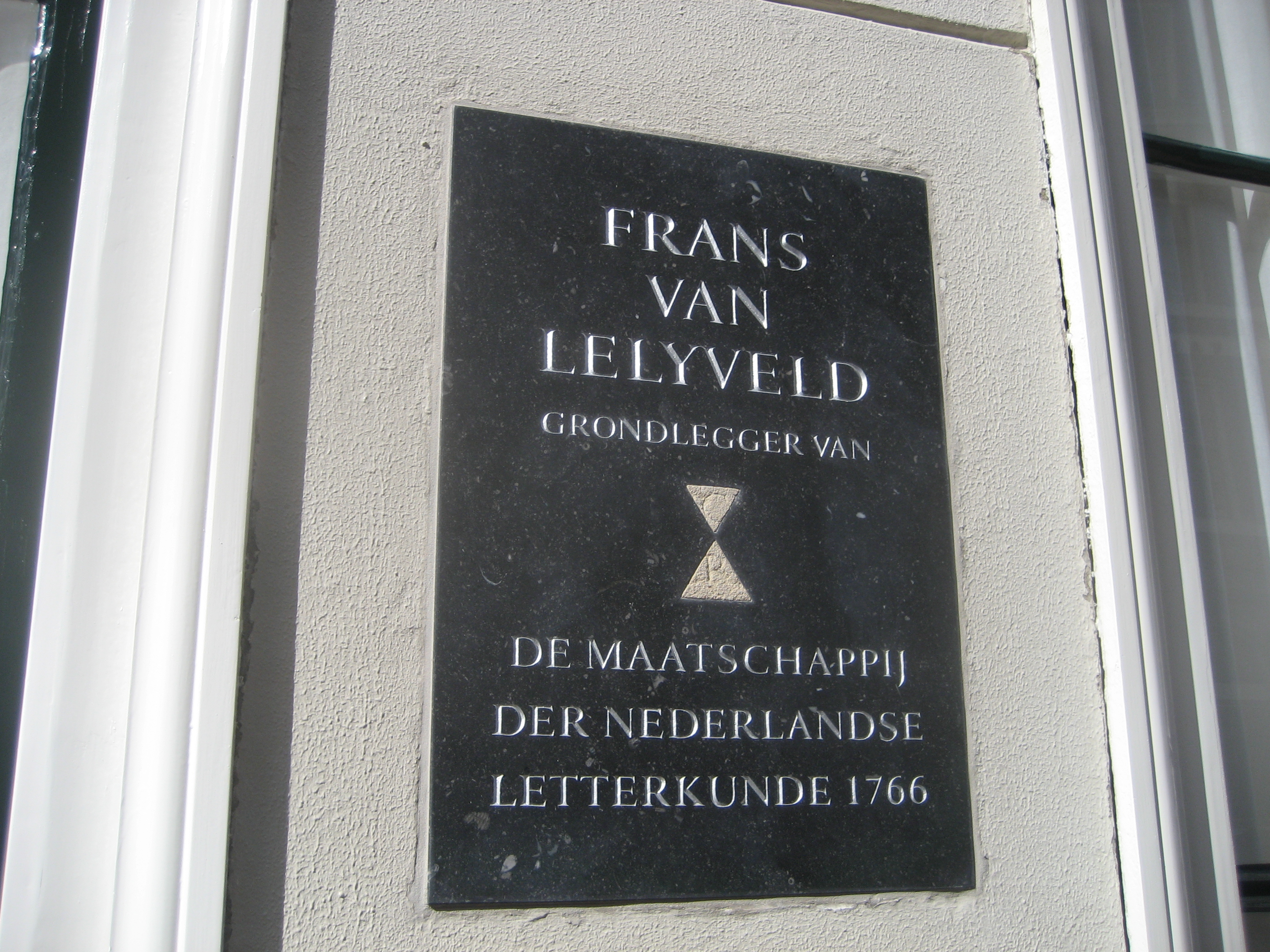
MNL-plaquette (Hogewoerd 126, Leiden)

De MNL kent diverse afdelingen, commissies en werkgroepen:
- de Noordelijke Afdeling
- de Zuidelijke Afdeling
- de Commissie voor Zuid-Afrika
- de Commissie voor geschied- en oudheidkunde
- de Commissie voor taal- en letterkunde
- de Commissie voor opdrachten op het gebied van de geschiedenis van de Nederlandse letterkunde
- de Werkgroep zeventiende eeuw
- de Werkgroep achttiende eeuw
- de Werkgroep negentiende eeuw
- de Werkgroep Indisch-Nederlandse letterkunde
- de Werkgroep Caraïbische Letteren
- de Werkgroep Biografie
- de Nederlandse Boekhistorische Vereniging

Al deze onderafdelingen vertonen een veelheid aan activiteiten en publicaties.

## Literatuur

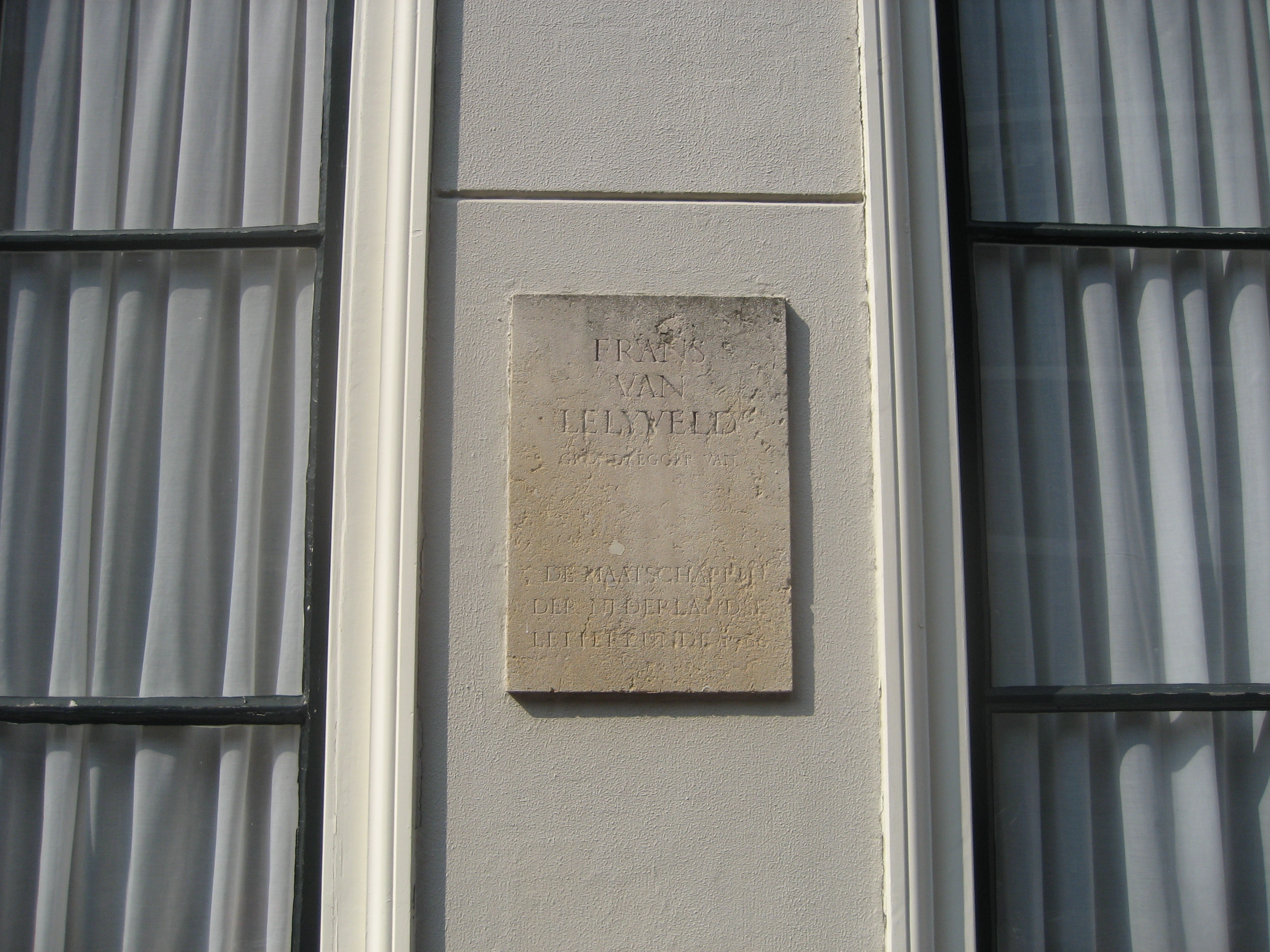
Oude MNL-plaquette (Hogewoerd 126, Leiden)